# Pfarrkirche Sankt Ruprecht an der Raab

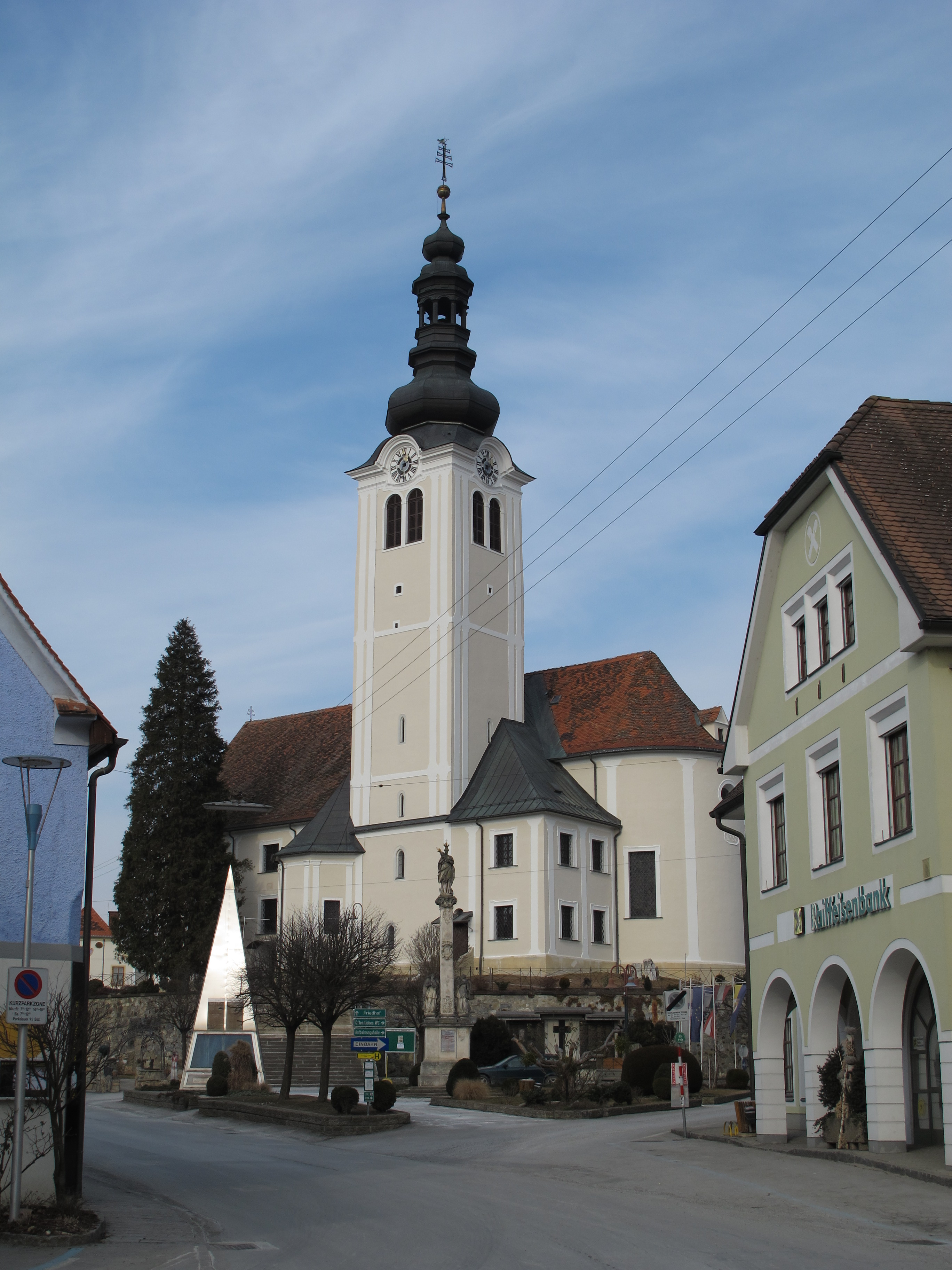
Pfarrkirche hl. Ruprecht

Die römisch-katholische Pfarrkirche Sankt Ruprecht an der Raab steht im Ort Sankt Ruprecht an der Raab in der Marktgemeinde Sankt Ruprecht an der Raab in der Steiermark. Die Pfarrkirche hl. Rupert gehört zum Dekanat Gleisdorf in der Diözese Graz-Seckau und steht unter Denkmalschutz.

## Geschichte
Die älteste Kirche der Oststeiermark wurde vermutlich bereits in der Mitte des 11. Jahrhunderts erbaut und 1187 urkundlich genannt. Vom romanischen Bauwerk ist nichts mehr vorhanden, vom gotischen Bauwerk ist das Untergeschoß des Südturmes erhalten geblieben. Von 1728 bis 1737 erfolgte ein Neubau der Kirche mit dem Architekten Fidelis Heinzl und dem Baumeister Lorenz Statthaler. 1950 fand eine Restaurierung statt.

## Architektur
Das dreijochige Langhaus ist als Wandpfeilerkirche mit Kreuzgratgewölben auf Gurten ausgeführt. Es hat seitlich hohe flache Kapellen mit Emporen. Am dritten südlichen Joch wurde im zweiten Viertel des 17. Jahrhunderts die Josephskapelle angebaut. Die dreiachsige Orgelempore auf Pfeilern hat einen Aufgangsvorbau an der Westfront.
Der zweijochige Chor hat einen Halbkreisschluss, südseitig davon ist die Sakristei, und wiederum südseitig davon der Südturm, mit einem Schulterbogenportal zum Turm-Erdgeschoß aus 1515, angebaut. Das Glockengeschoß und der Zwiebelhelm wurden am Beginn des 18. Jahrhunderts aufgesetzt.
Es gibt einen Wappenstein aus 1502. Mehrere Grabsteine stammen aus dem 17. und 18. Jahrhundert. Im Außenbereich sind zwei Bronzegrabplatten aus 1765 und 1796 zu sehen. Vor der Kirche steht eine Steinfigur des hl. Johannes Nepomuk mit der Jahresangabe „1711“.

## Ausstattung

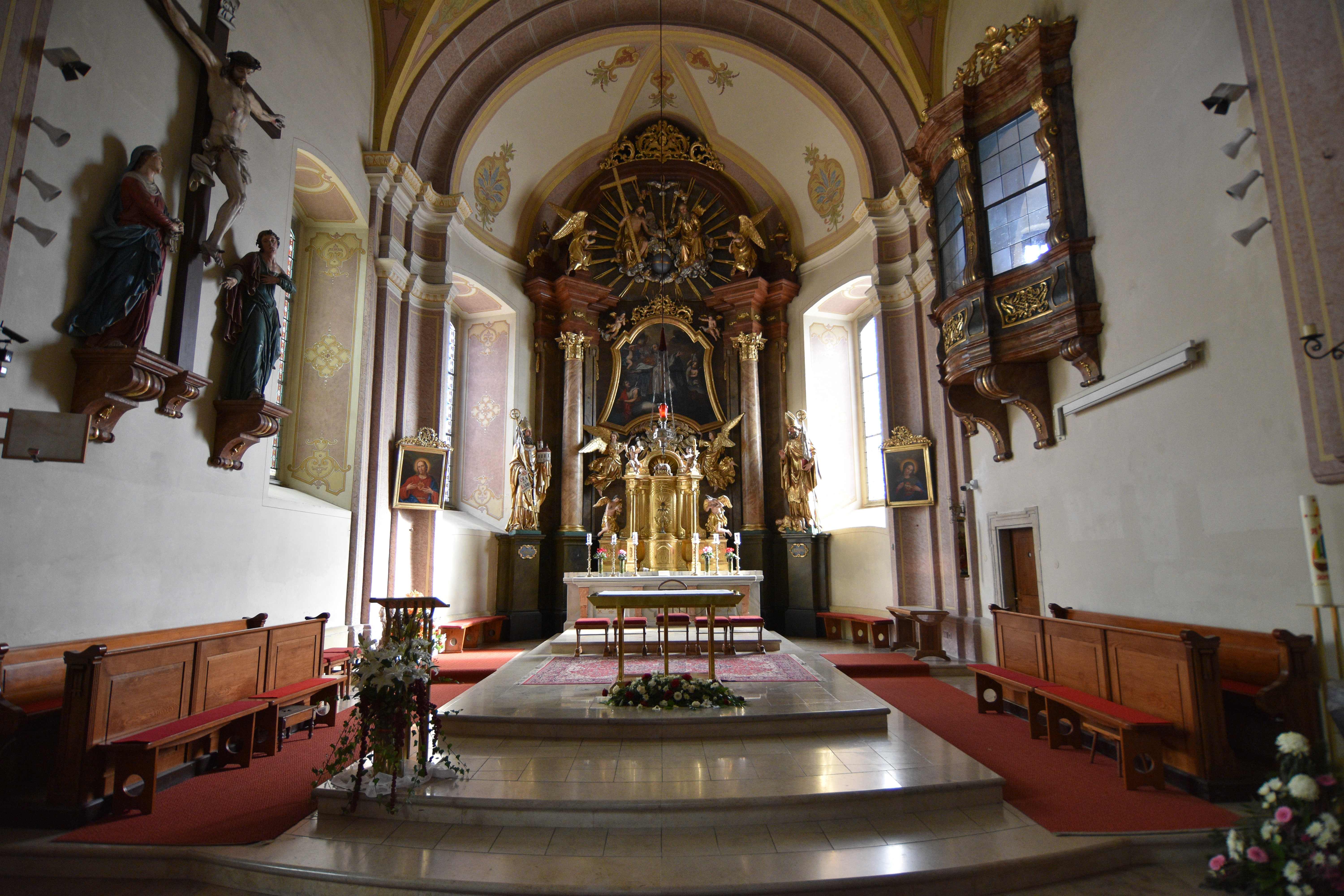
Der Altarraum

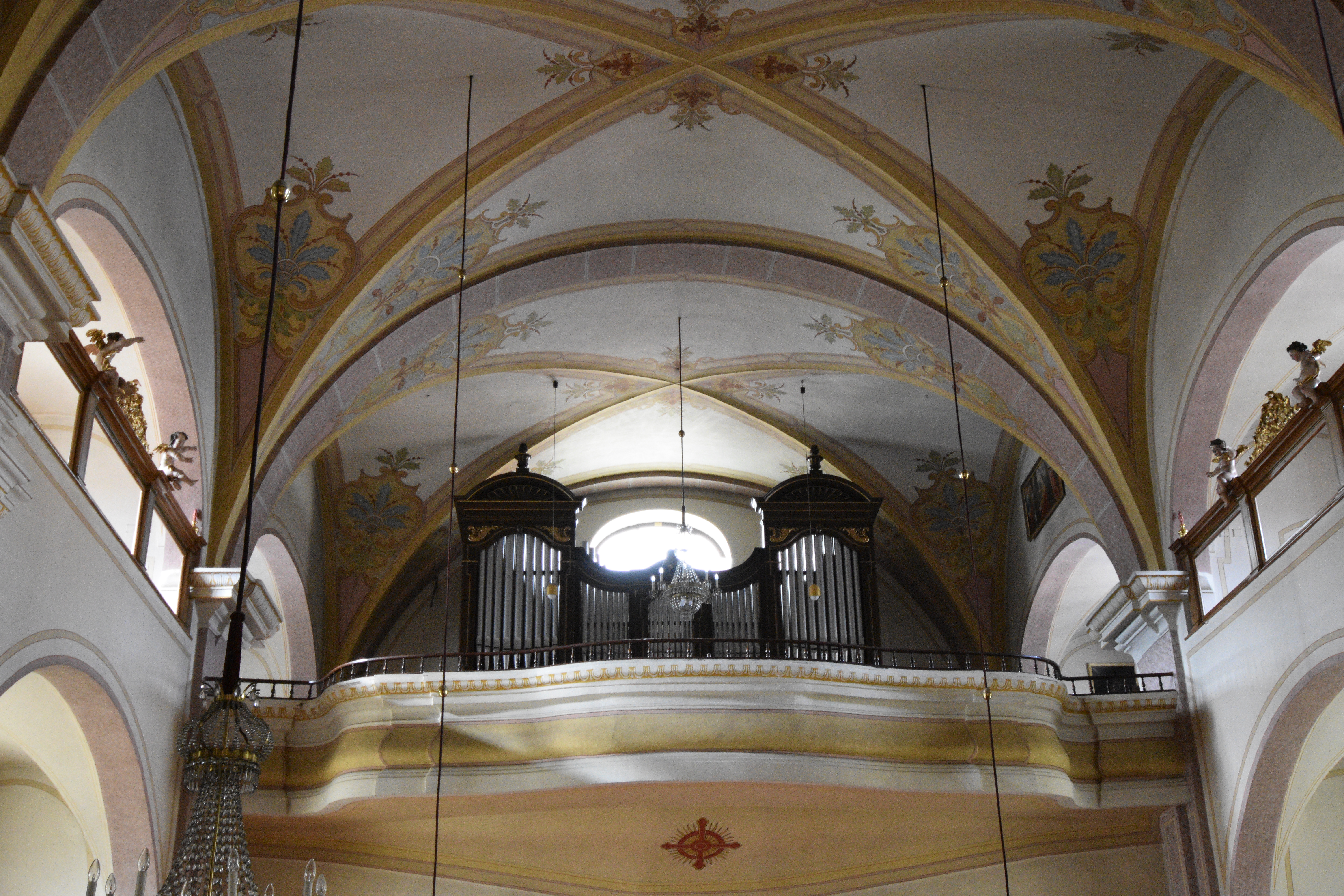
Die Orgel der Kirche

Der Hochaltar mit dem älteren Altarbild des Kirchenpatrons, des hl. Ruperts, gestaltete um 1867 der Bildhauer Jakob Gschiel. Die Figuren der Kirche schufen die Bildhauer Philipp Jakob Straub und Johann Ferdinand Schmucker.
Die Orgel baute 1906 Konrad Hopferwieser senior. Eine Glocke ist aus 1422.